# Karl G.H. Karlsson
Karl Gustav Henrik Karlsson, kallad Karl G.H. Karlsson, född 4 april 1919 i Stockholm, död 28 september 1979 i Stockholm, var en svensk byggnadsingenjör och arkitekt. Trots att Karlsson under tiden 1950 till 1970 var en av Sveriges mest anlitade industriarkitekter förblev han relativt okänd och hans arbeten publicerades aldrig i fackpressen.

## Utbildning och de första åren

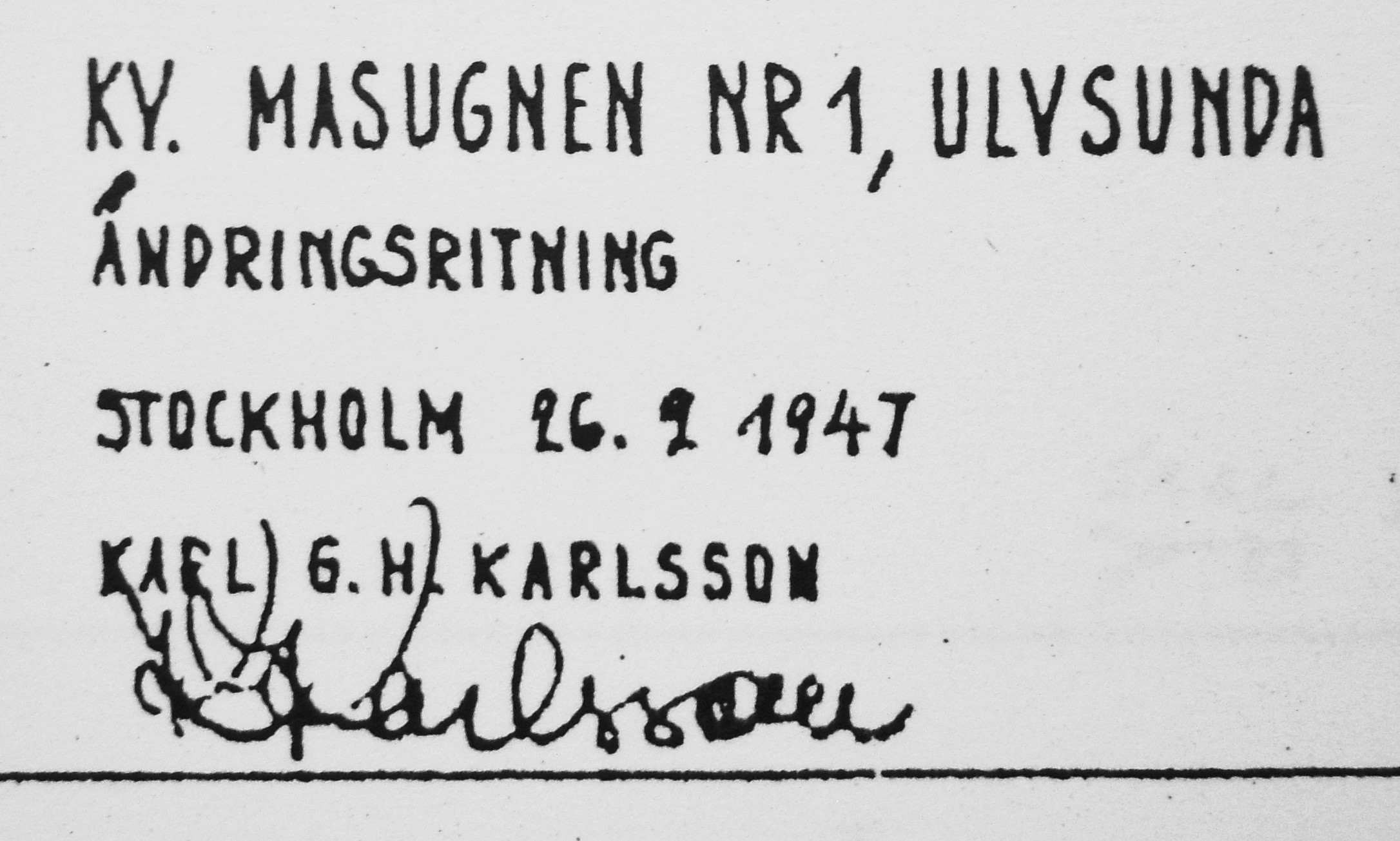
Karlssons namnteckning.

Karlsson växte upp i ett arbetarhem i Spånga. Hans far var finsnickare på August Hoffmanns pianofabrik. Efter skolavslutningen och en längre sjukhusvistelse, förorsakad genom en trafikolycka, började Karlsson sin utbildning till byggnadsingenjör vid Stockholms tekniska institut. Sina kvällsstudier finansierade han genom att arbeta som tegelbärare på olika byggarbetsplatser. I slutet av 1930-talet blev han färdig byggnadsingenjör. Därefter följde anställningar hos arkitekterna Cyrillus Johansson, Björn Hedvall och Gustaf Lettström. Både Johansson och Lettström var duktiga industriarkitekter där Karlsson fick en gedigen skolning i ämnet. År 1941 gifte han sig med Karin Emilia Andersson; tillsammans fick de sonen Björn Gustav och dottern Karin Kristina.
Under sin tid hos Björn Hedvall försökte Karlsson, med Hedvalls hjälp, att bli medlem i Svenska Arkitekters Riksförbund och få den prestigefyllda titeln ”arkitekt SAR”. Men för en ingenjör utan arkitektutbildning var det omöjligt att bli medlem i SAR. Senare i arbetslivet, när Karlsson var etablerad arkitekt, brydde han sig inte längre om att söka titeln.

## Verk

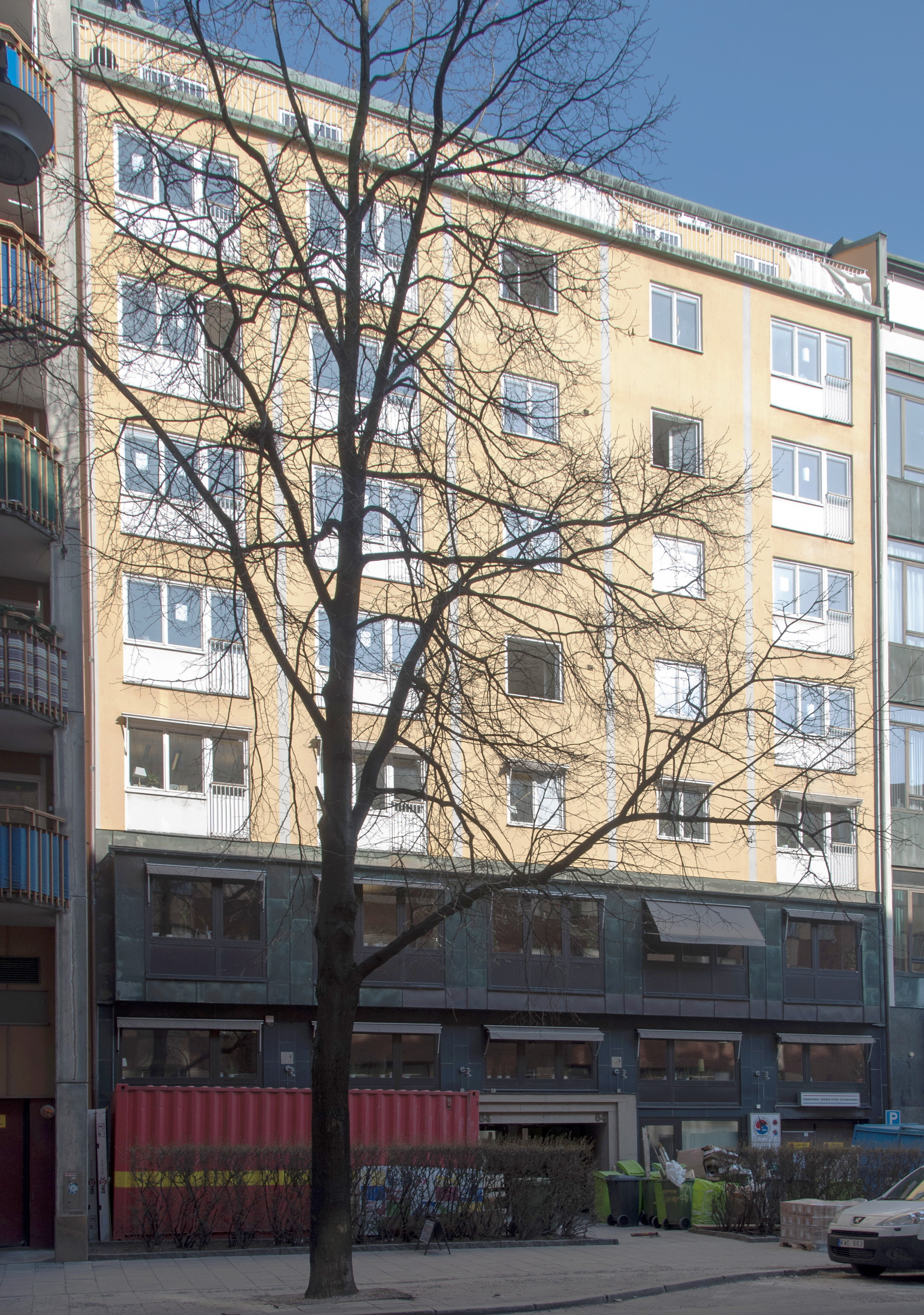
Ett av Karlssons få bostadshus, Geten 17, Döbelnsgatan 64.

År 1943, mitt under andra världskriget, som i Sverige medförde en osäker arbetsmarknad för arkitekter, startade Karlsson egen verksamhet med kontor vid Brunnsgatan 14 på Norrmalm. Förväntade ”magra år” infann sig dock inte, mellan 1943 och 1944 fick han uppdrag som resulterade i fem bostadshus i Stockholm och innan kriget var slut ritade han fem industribyggnader också i Stockholm.

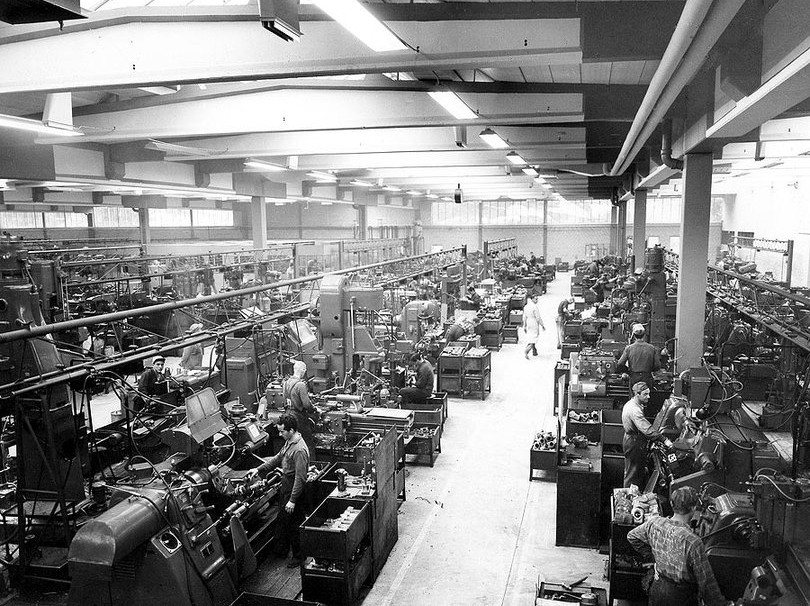
Siroccoverkstaden i Nacka för Atlas Diesel.

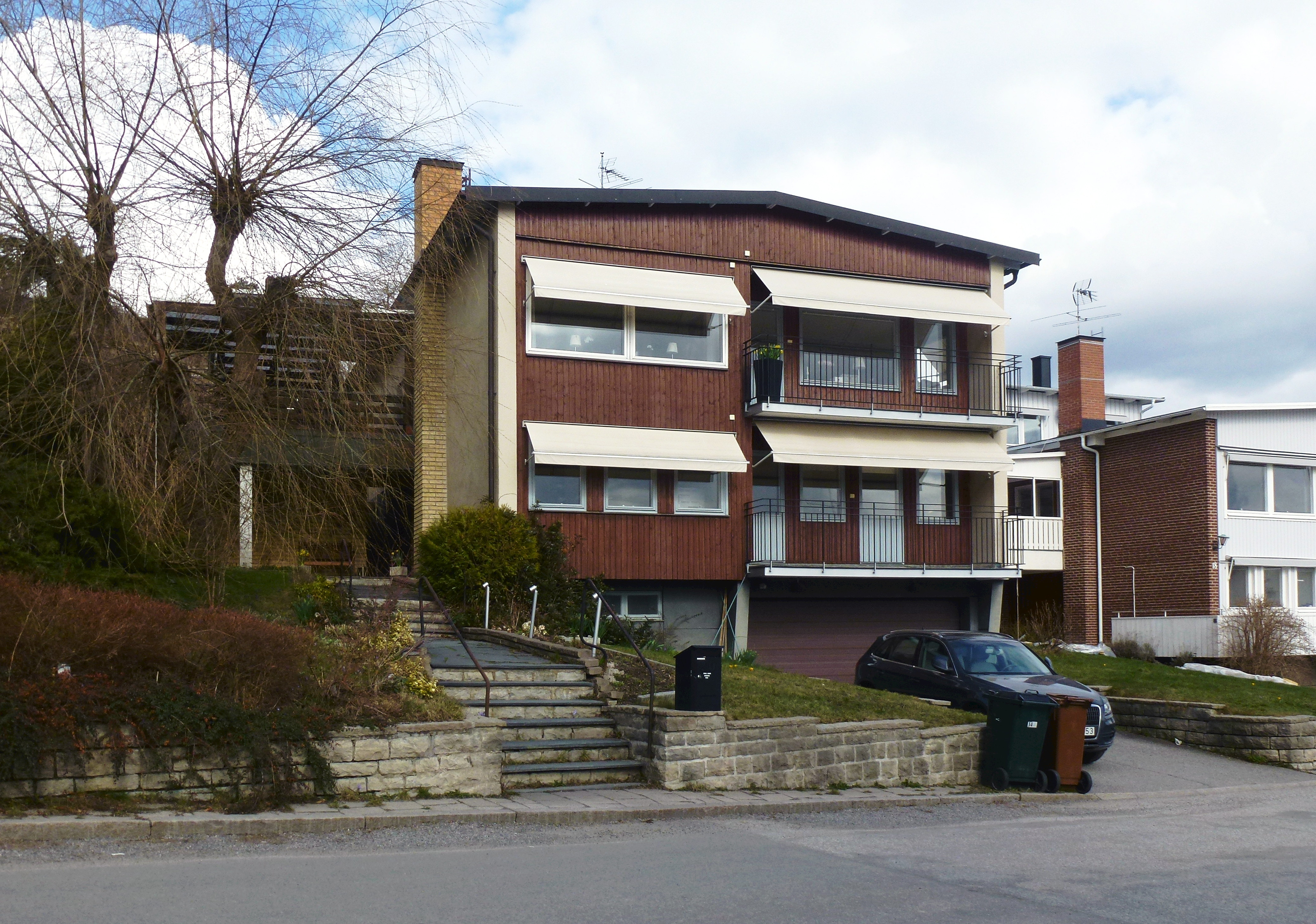
Den egna villan på Höglandet, Bromma.

Efter andra världskriget kom byggsektorn igång på allvar och näringslivets behov av nya byggnader blev enormt. Det var även en period då flera av Stockholms  industriområden bebyggdes med kontors- och industrihus. Ulvsunda industriområde var ett av dessa områden dit flera företag började söka sig och här fick Karlsson nio uppdrag, bland annat byggnaderna i fastigheterna Strömbrytaren 6 (1946), Valsverket 5 (1946),  Tackjärnet 3 (1955) och Pansarröret 4 (1963).
I Hägerstens industriområde fanns ursprungligen sex av Karlssons arbeten, bland dem Instrumentet 1 (1945), Instrumentet 14 (1946), Instrumentet 17 (1946 - 1951) och Plomben 5 (1950-1960). Plomben 5 revs i början av 2000-talet för att bereda plats för bostadshus. Instrumentet 14 är genom ny fasadbeklädnad stakt förvanskat, Instrumentet 1 däremot är exteriört väl bevarat. Här finns de för Karlsson typiska utsmyckningar: ett åttkantigt fönster och ett svängt skärmtak som har sin pendang i ett likaså svängd entrésteg med ett infällt, cirkelrunt skrapgaller.
I Stadshagen anlitades han sju gånger, exempelvis anläggningen i Glädjen 9 (1946), Glädjen 10 (1947), Fristaden 6 (1951) och Lustgården 11 (1959). I Enskede företagsområde finns två av hans byggnader: Kristinedal 14 (1951) och Kristinedal 12 (1956). I Södra Hammarbyhamnen uppfördes sex industrianläggningar efter Karlssons ritningar. Bland dem Påsen 7 (1950), Proppen 2 (1952), Hammarby gård 8 (1953) och Korphoppet 5 (1957). I många andra stadsdelar finns hans byggnader, exempelvis i Liljeholmen där han i mitten av 1950-talet ritade anläggningar för AB Atomenergi och Boliden AB (Rosteriet 5 och 6). På Slakthusområdet i Johanneshov finns också några av hans industrihus, exempelvis Styckmästaren 2 som 1961 byggdes för Speceristernas Varuinköp (sedermera ICA). I Virebergs industriområde ritade han Arvid Nordquist AB:s produktionsanläggning som stod färdig 1963.
Flest uppdrag fick Karlsson i Västberga industriområde. Här gestaltade han inte mindre än 14 industri- och kontorshus under perioden 1948 till 1972.  Största uppdragsgivaren var Sandvikens Jernverk AB vars hårdmetallfabrik i kvarteret Arbetslaget han ritade i omgångar och skulle bli hans största industriprojekt i Stockholm. 
Sandvik anlitade sedermera Karlsson att rita ett stort antal av sina anläggningar runtom i Sverige och utomlands. År 1967 hade Sandvik dotterbolag i 35 länder och Karlsson ritade de flesta av bolagens nya byggnader. Den goda kontakten med Sandvik ledde till följduppdrag för Sandviks samarbetspartner Atlas Diesel (sedermera Atlas Copco). För dem ritade Karlsson bland annat huvudkontoret i Sickla, Nacka kommun. En annan storkund var Assi Domän (numera Sveaskog). I Flemingsbergs industriområde i Huddinge kommun stod han för Billman-Regulators fabriksanläggning som han ritade 1961. Under tiden 1950 till 1970 var Karlsson en av Sveriges mest anlitade industriarkitekter.
Karlsson ritade även bostäder; dock var den produktionen blygsam. Flest projekt återfinns i Vasastaden, exempelvis Geten 17 (1955), Hägerberget 39 (1958), Stjärnfallet 11 (1960) och Kamelian 26 (1965).
I samma stadsdel ritade han 1962 även Hotell Palace (Härden 19) med Philipsons Automobil AB som beställare och byggherre.
I slutet av sitt arbetsliv fick Karlsson problem med hälsan och han valde att samarbeta men den danske arkitekten Herman Jensen. I början av 1970-talet bildade de tillsammans JK Arkitekter. På grund av samarbetssvårigheter avbröts samarbetet 1975, kontoret stängdes och de flesta ritningar kastades eller skänktes till tidigare uppdragsgivare. Inom byggsvängen kallades han ”Glada Kalle”.
Han dog i sitt hem Grönviksvägen 20 på Höglandet i Bromma och fann sin sista vila på Spånga kyrkas kyrkogård.

## Bilder, verk i urval

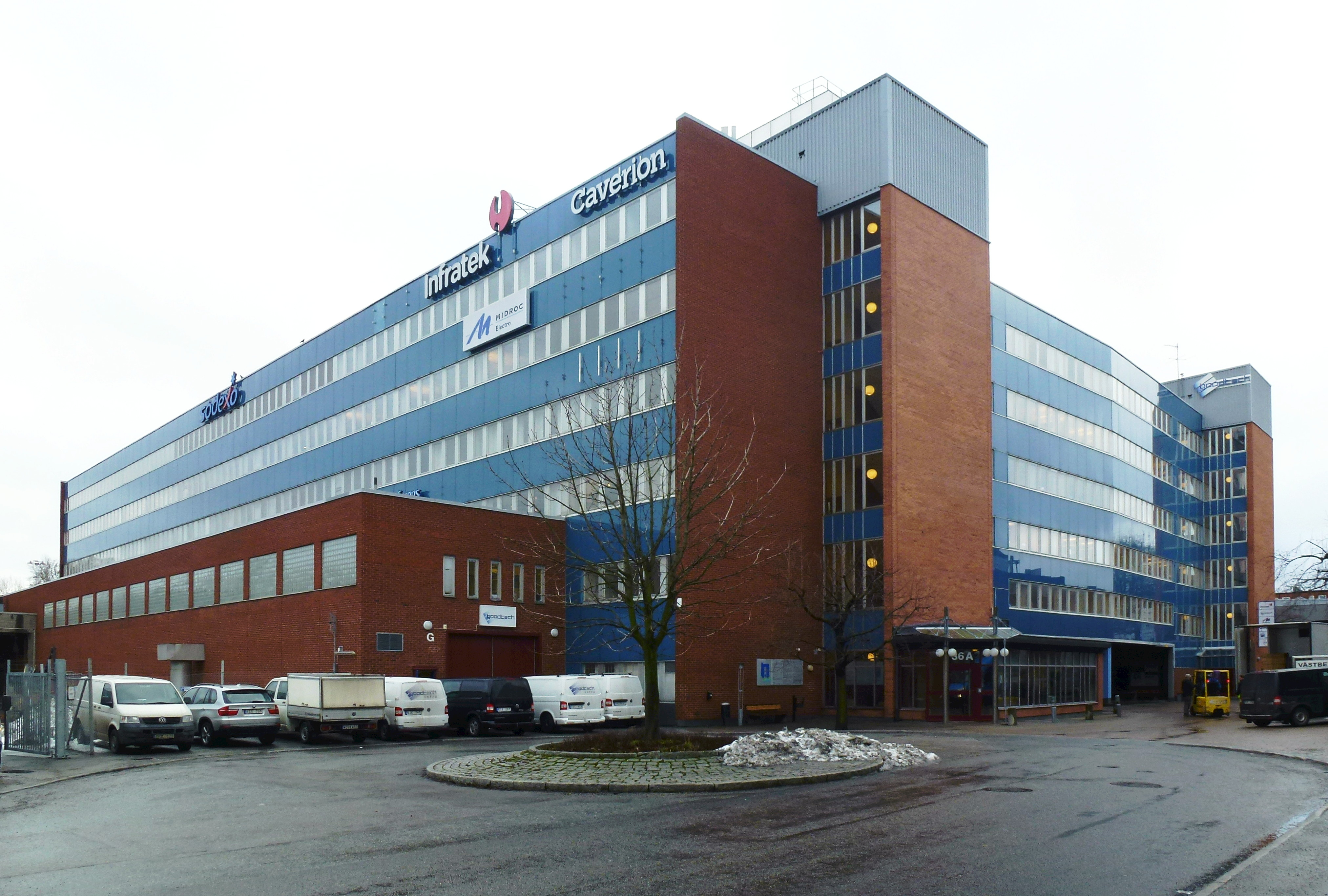
Elektra 12, Västberga Allé 36.
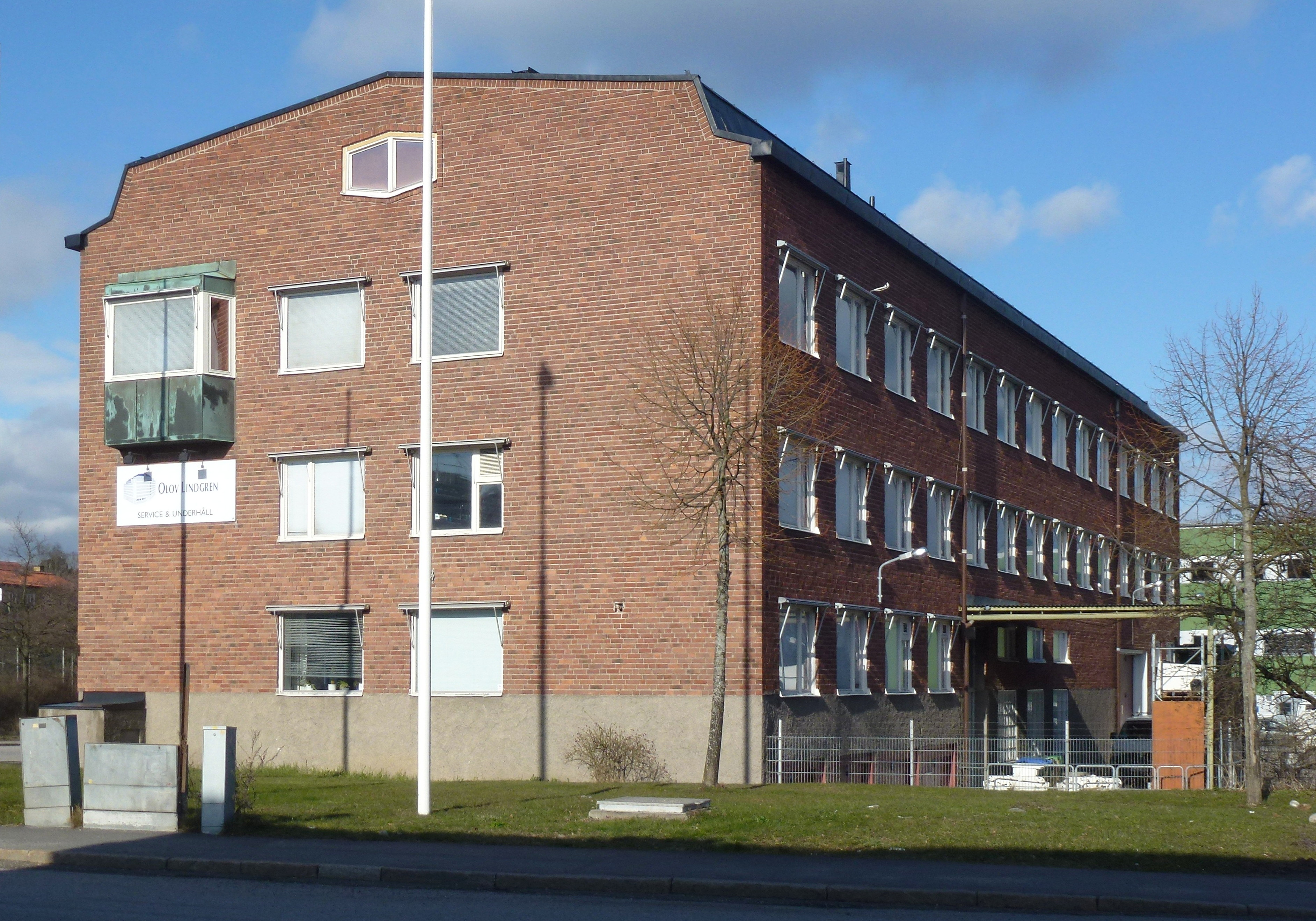
Elektra 14, Elektravägen 77.
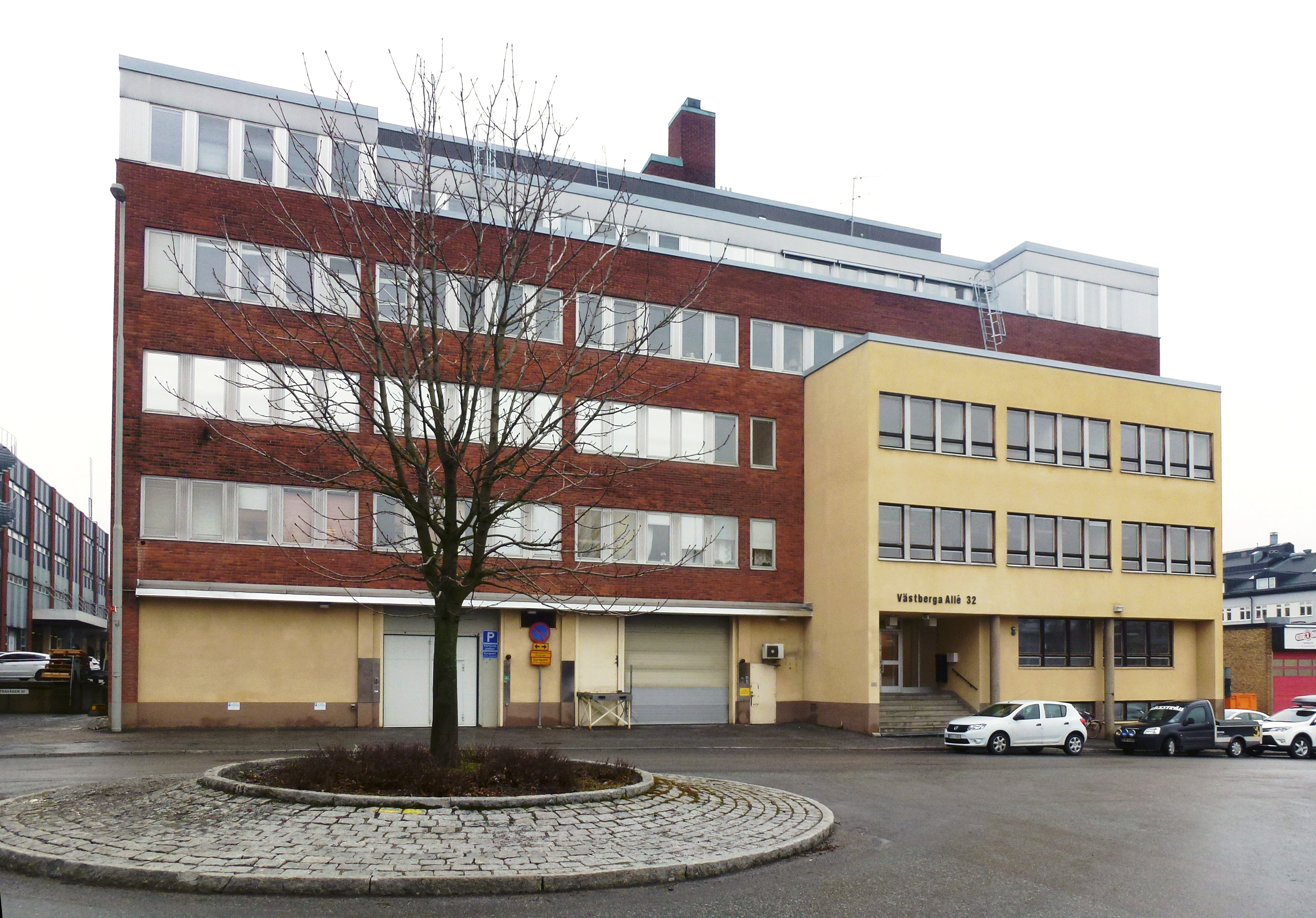
Elektra 27, Västberga allé 32.
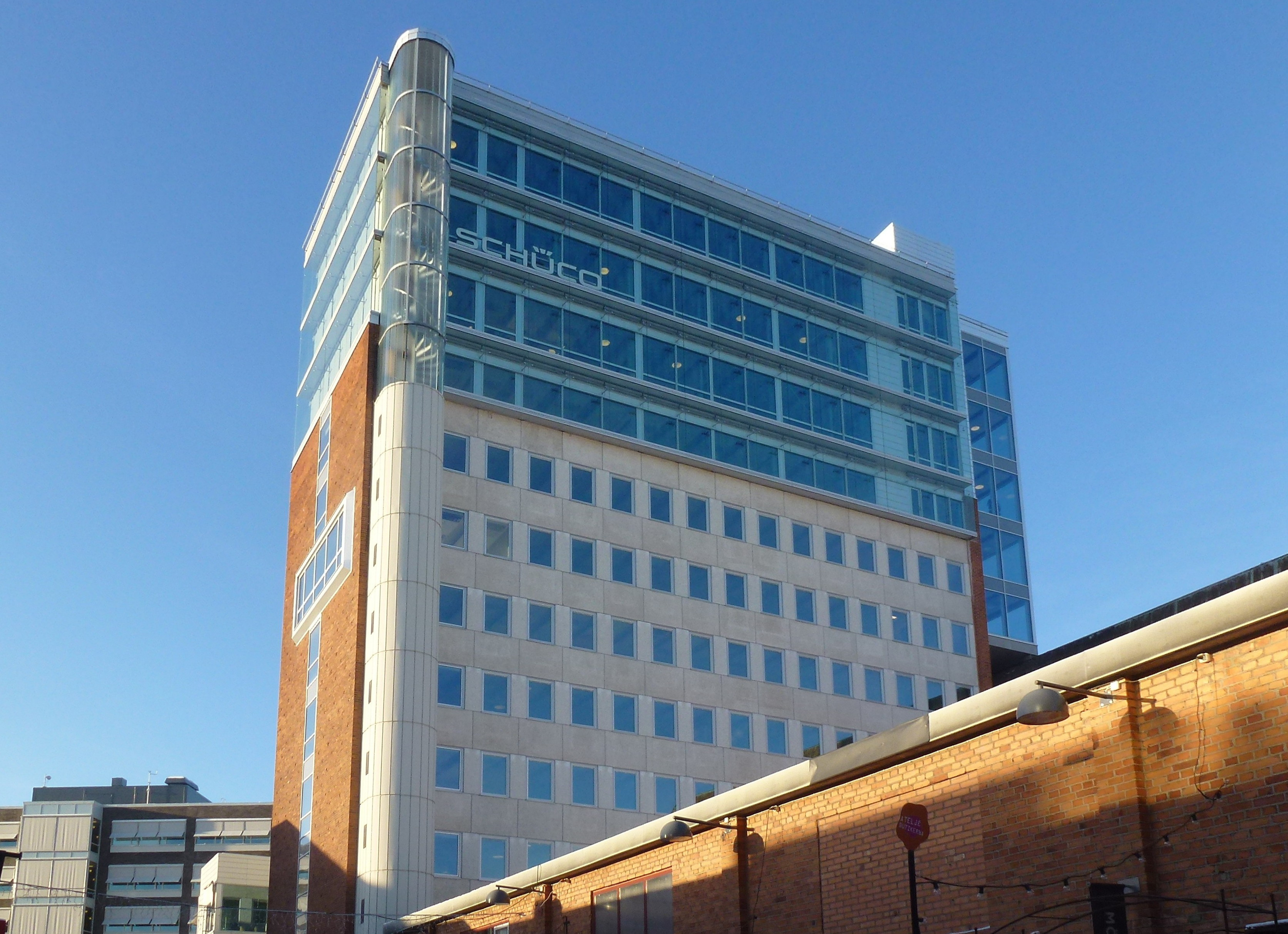
Huvudkontor för Atlas Copco (påbyggnaden är av senare datum)
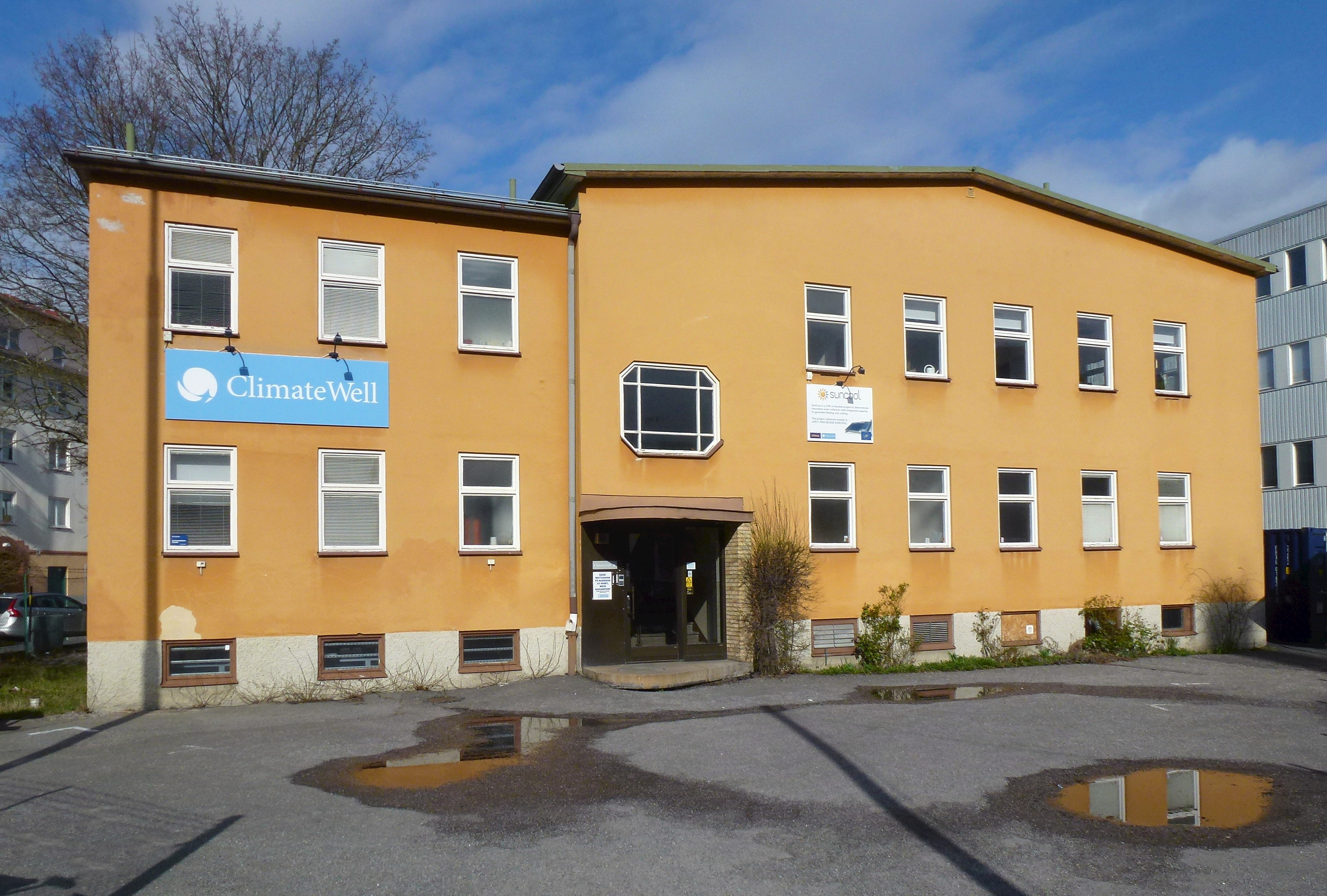
Instrumentet 1, Instrumentvägen 20.
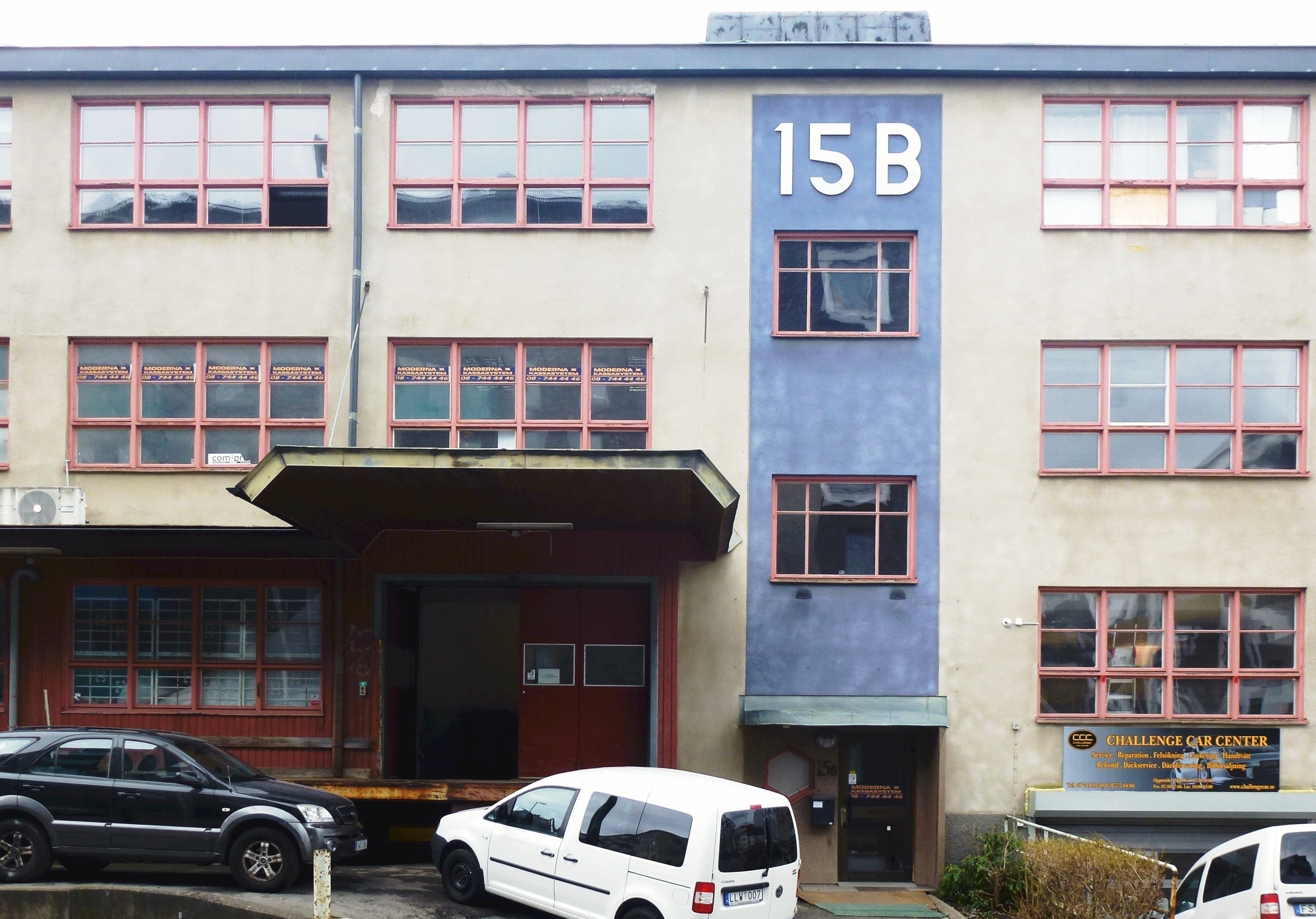
Instrumentet 17, Jakobsdalsvägen 15.
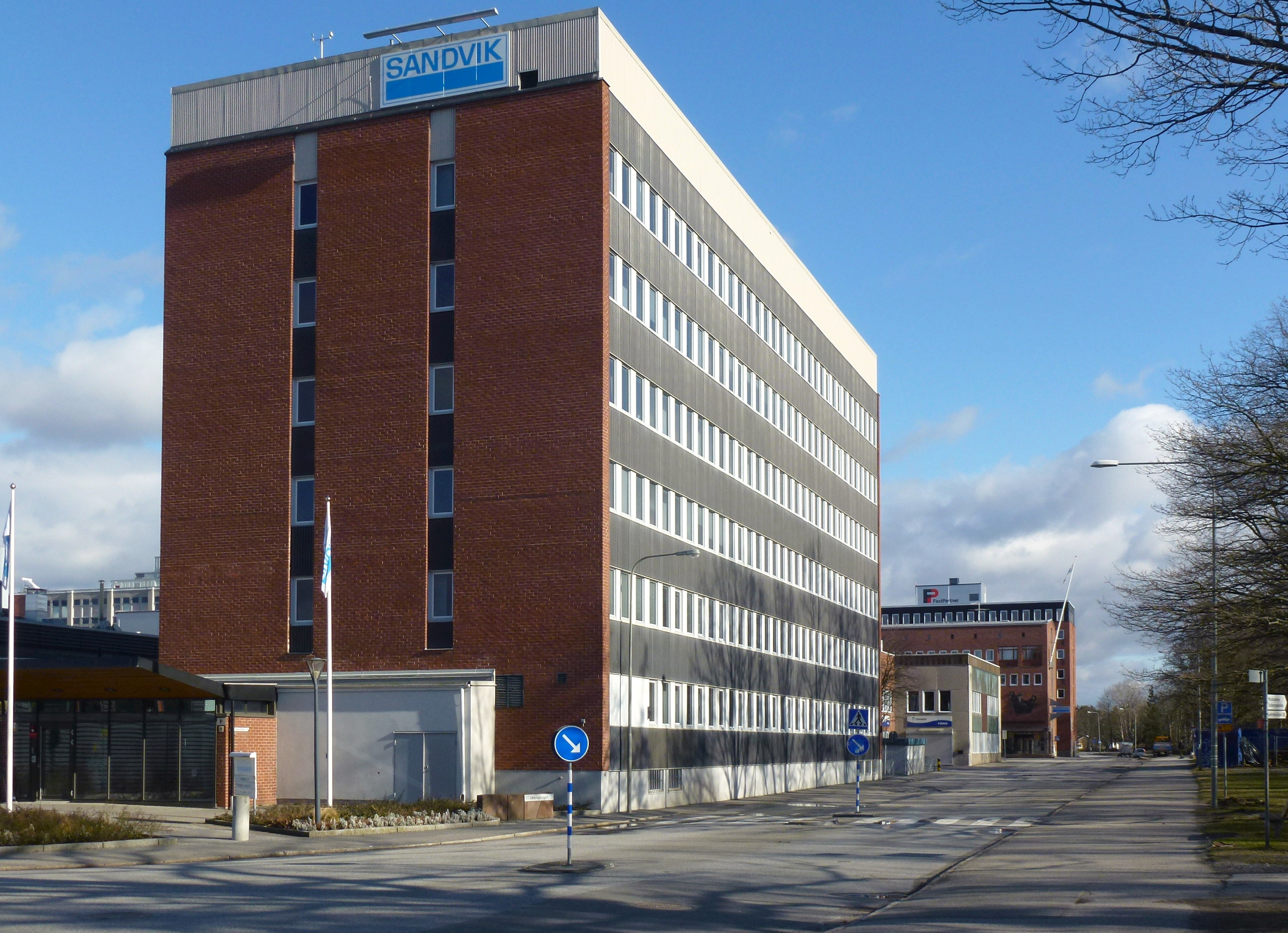
Arbetslaget 1 och 2, Lerkrogsvägen.
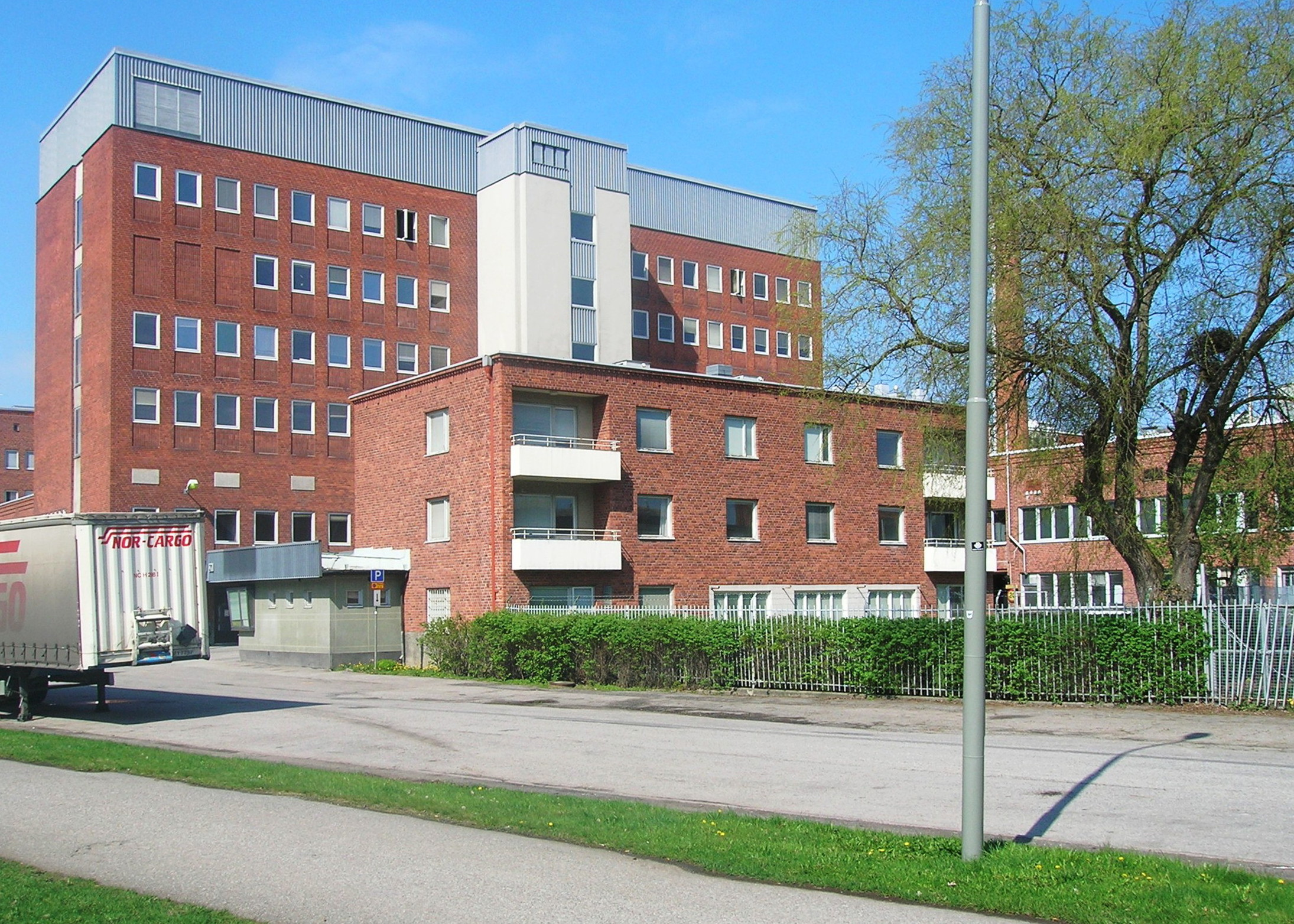
Arbetslaget 2, Lerkrogsvägen.
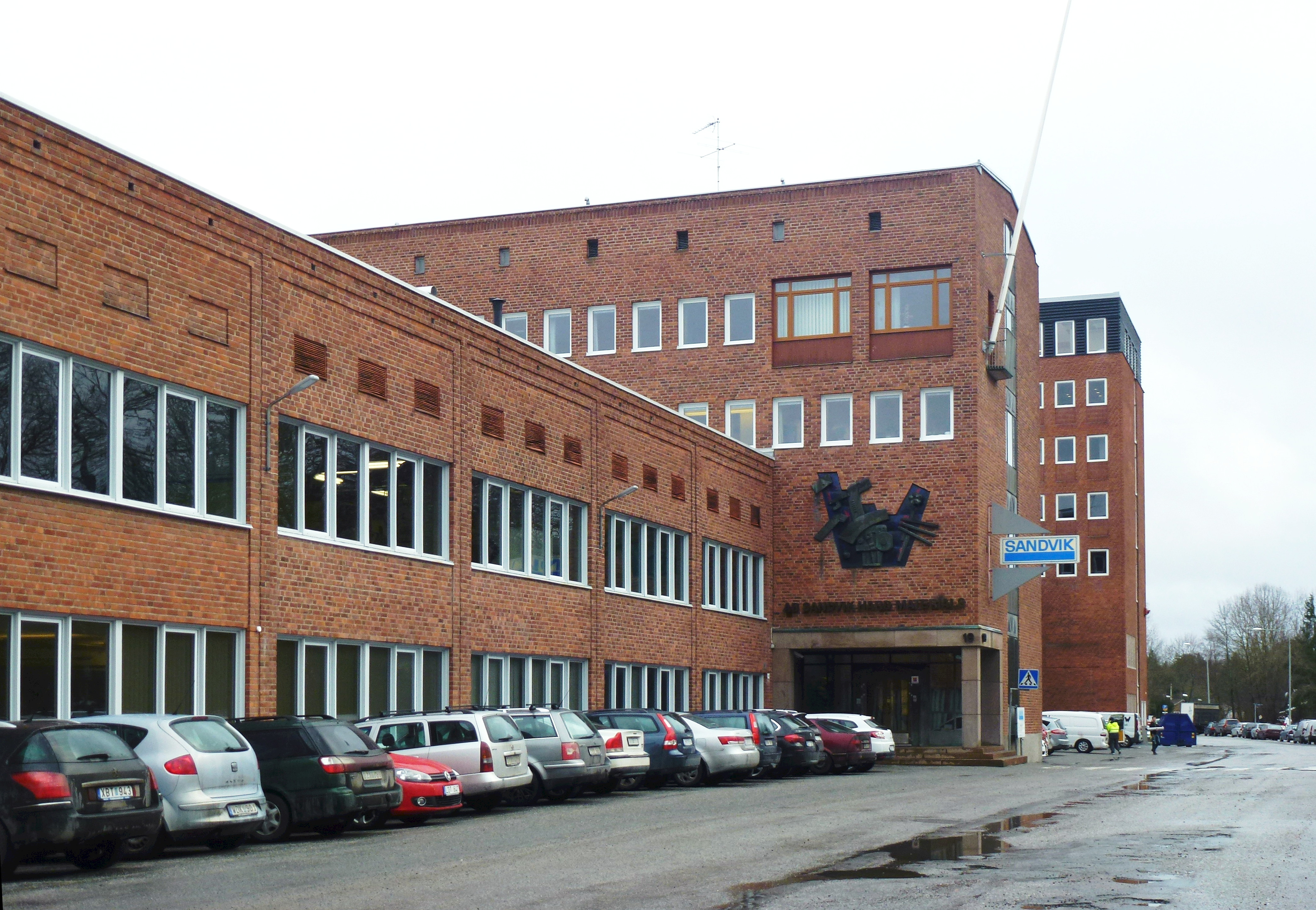
Arbetslaget 2, Lerkrogsvägen.
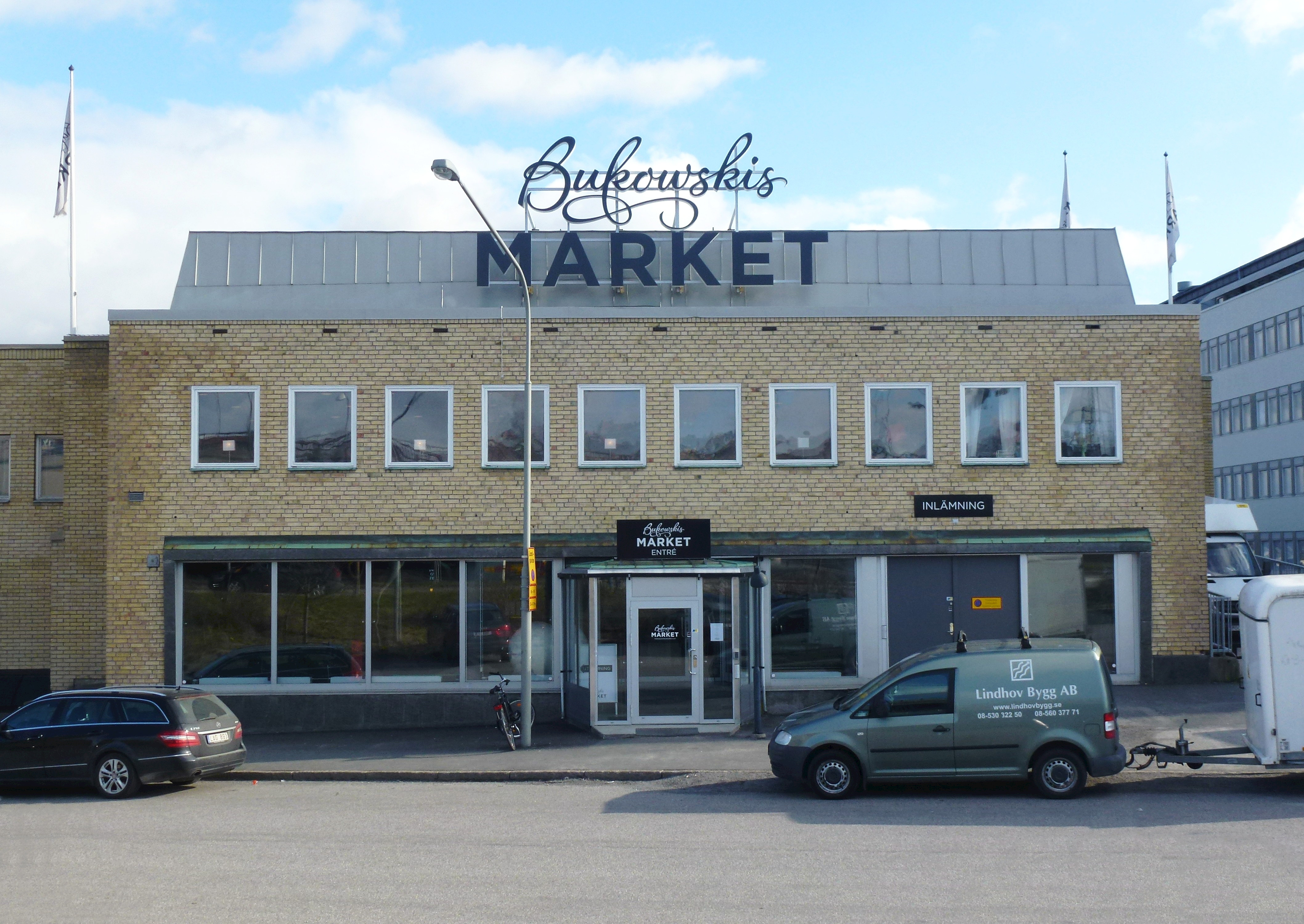
Vreten 12, fasad mot Västberga allé 3.
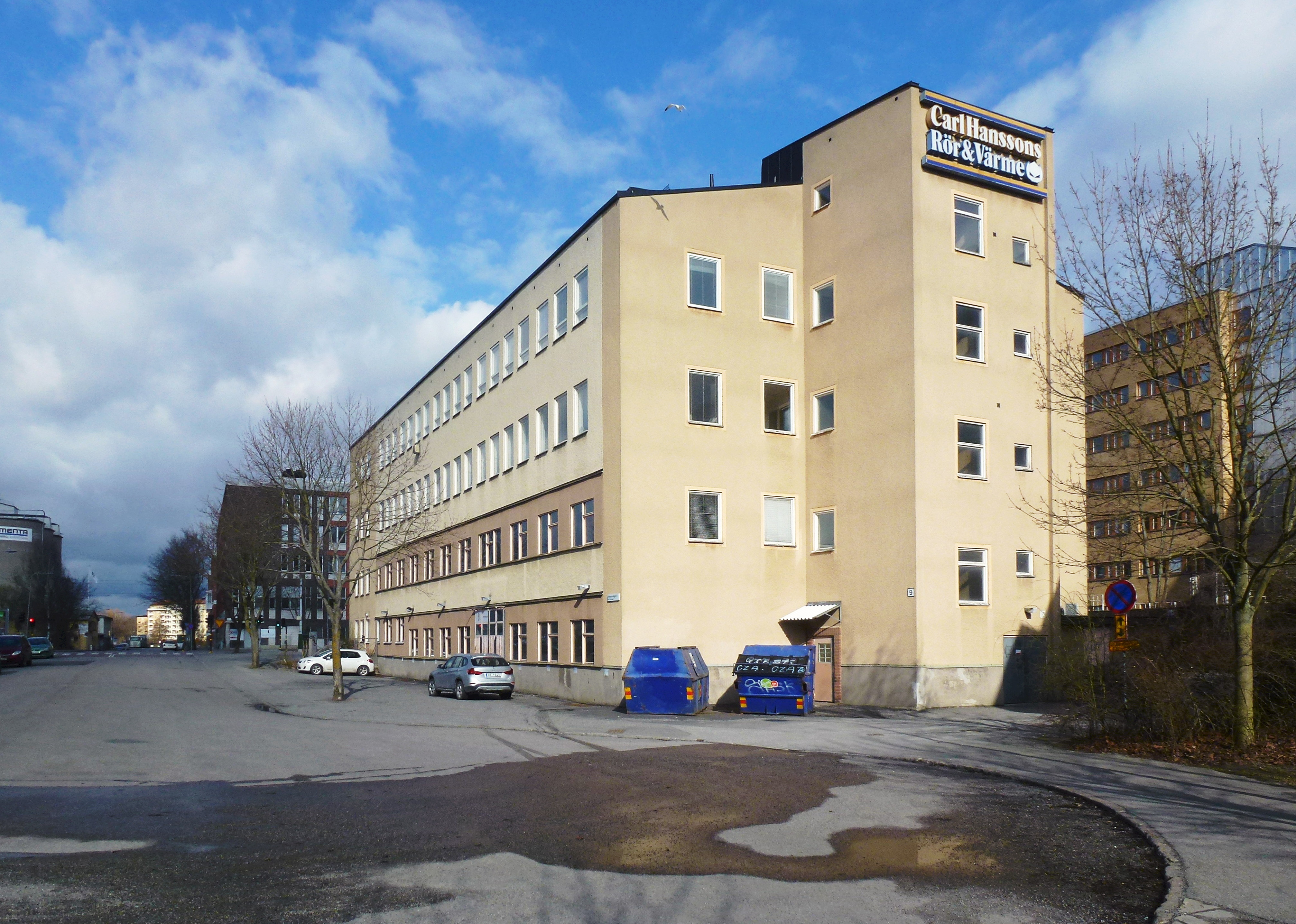
Rosteriet 5 för AB Atomenergi.
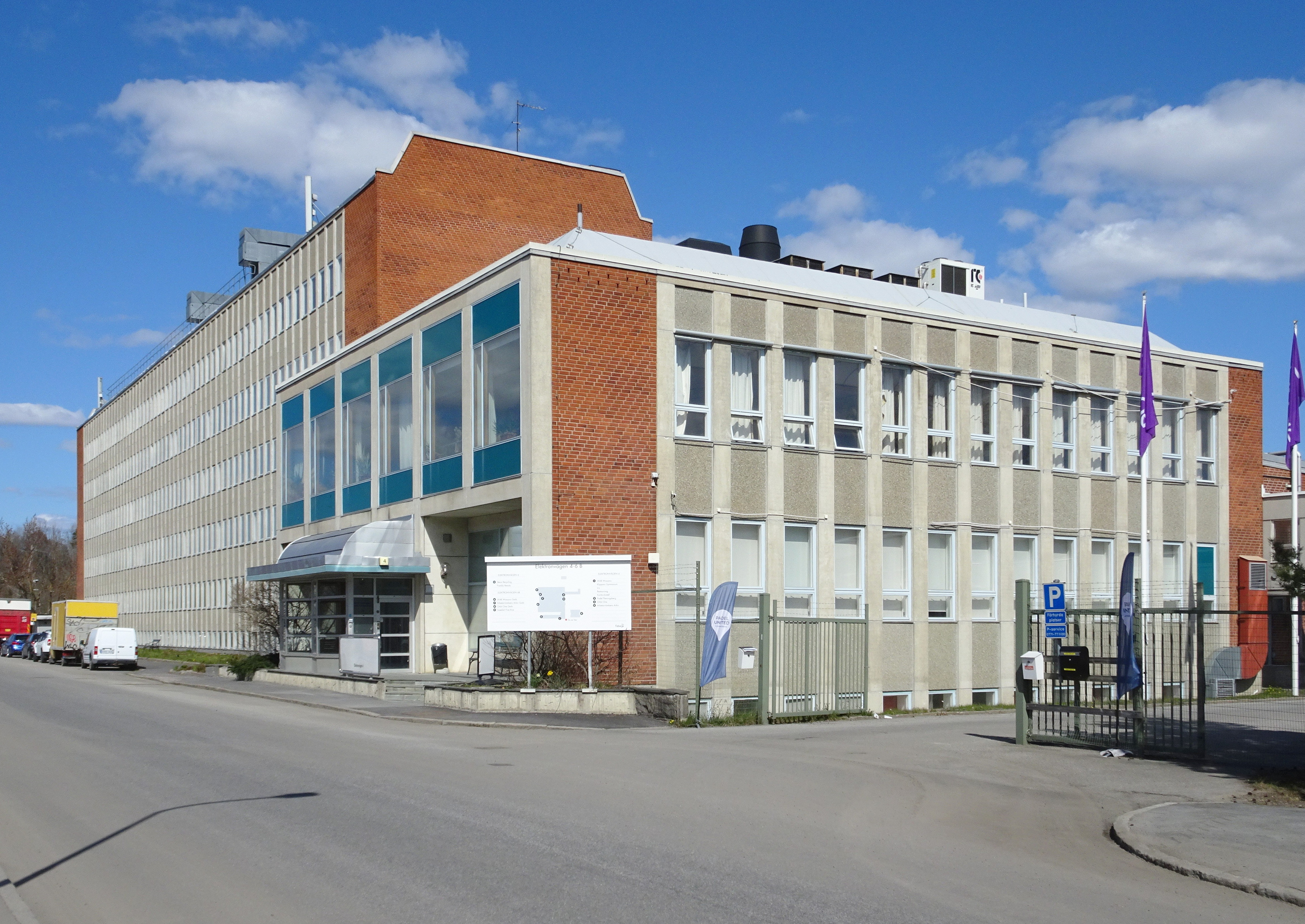
Billman-Regulators fabriksanläggning i Huddinge.

## Karlssons arkitektur
Karl G.H. Karlssons industriarkitektur präglades av en stram, funktionell inriktning, som har sin bakgrund i 1930-talets funktionalism. Släta fasader i puts och/eller tegel och platta tak dominerar. I en industrianläggning fick kontorsdelen ofta mera påkostade fasader i tegel medan industridelen putsades. För att ”bryta ner” större byggnadskomplex valde Karlsson att dela upp dem i mindre volymer som samtidigt representerade olika verksamheter inom företaget. För att lätta upp den annars strikta gestaltningen finns genomgående några lekfulla detaljer, exempelvis osymmetrisk placerade balkonger, ett burspråk, enstaka fönster med avvikande form eller fasadmonterade flaggstänger där företaget kunde hissa sin egen flagga. Många av Karlssons byggnader har dock med tiden förvanskats genom om- och tillbyggnader såväl interiört som exteriört.

## Typiska fasadutsmyckningar

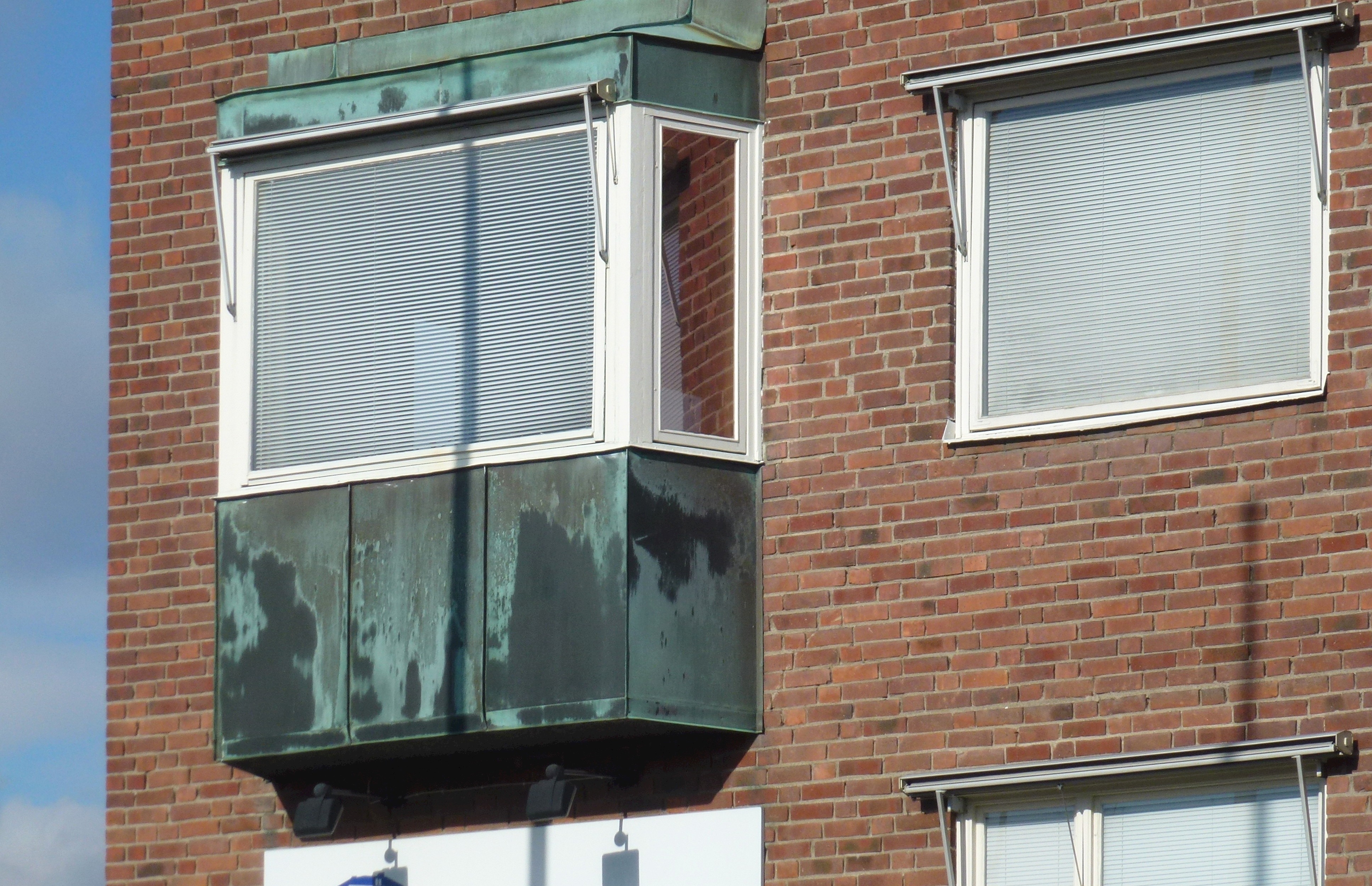
Burspråk, Elektra 14.
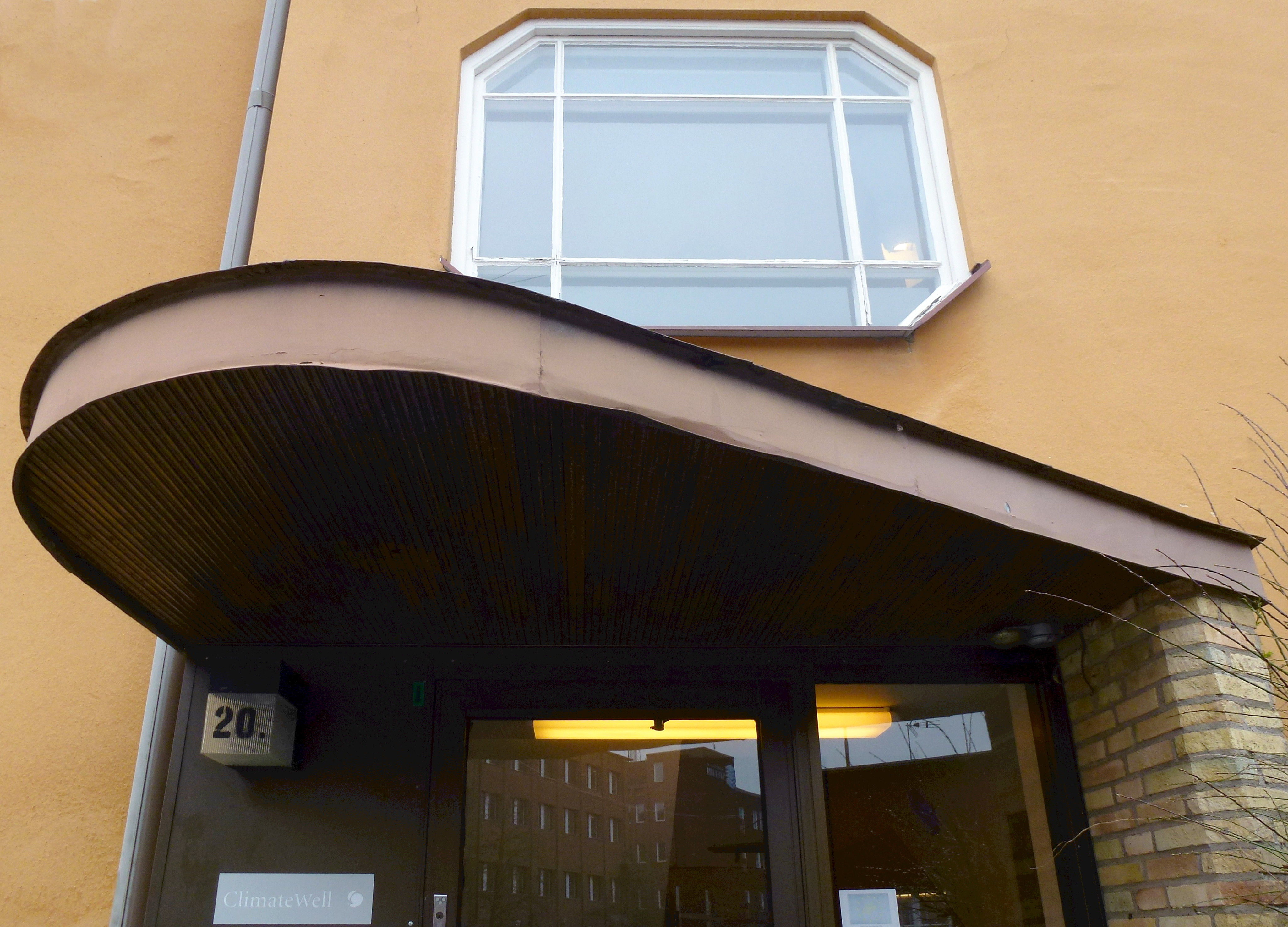
Skärmtak, Instrumentet 1
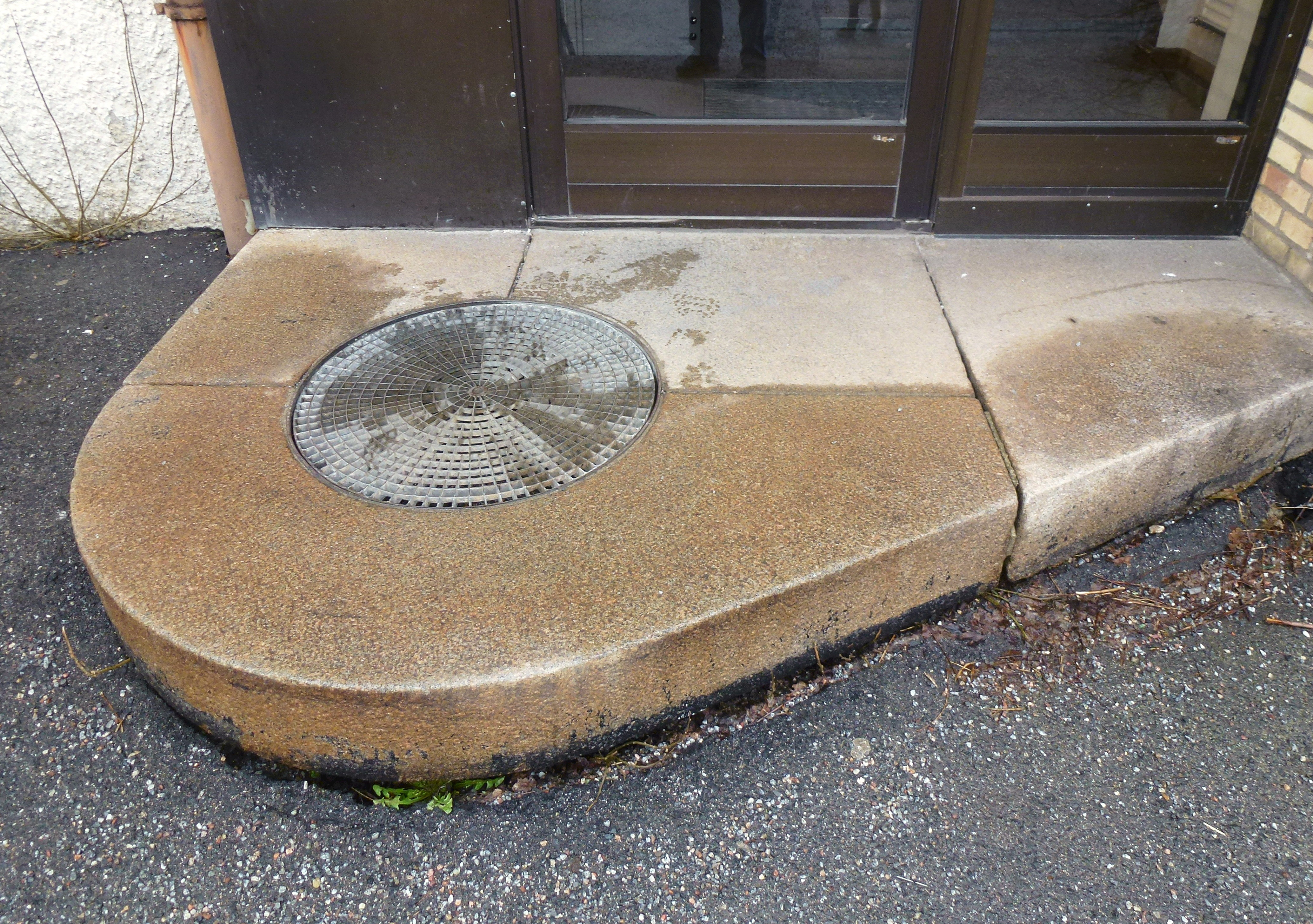
Entrésteg, Instrumentet 1
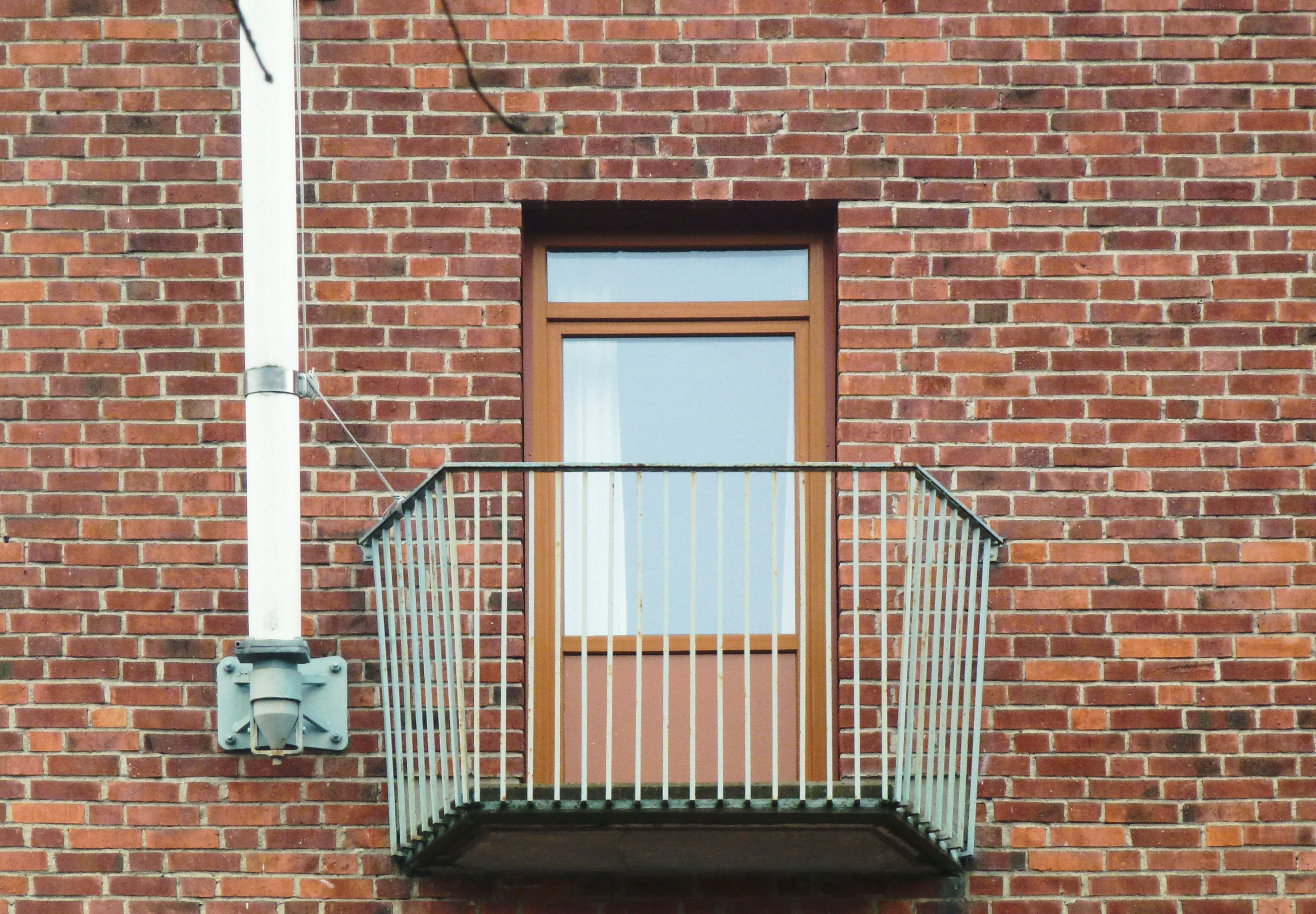
Balkong och flaggstång, Arbetslaget 2